# Дарловський замок
Замок Поморських князів у Дарлові (пол. Zamek Książąt Pomorskich w Darłowie, нім. Schloss Rügenwalde) — єдиний приморський готичний замок у Польщі, що знаходиться у місті Дарлово Західнопоморського воєводства у Польщі. 

## Історія
Будівництво замку, ймовірно, розпочалося у 1352 році за правління Богуслава V, у той же період також розпочалася співпраця міста з Ганзою. У 1449—1459 роках замок було перебудовано Еріком Померанським на зразок більш ранньої резиденції князя у Кронборзі. У 1622 році князь Богуслав XIV вирішив залишити замок у володінні Данії. Після його смерті, замок належав ординатам з династії Ольденбургів. У 1773 році король Данії Кристіан VII Ольденбург подарував замок королю Пруссії Фрідріху II Гогенцоллерну. Прусський король Фрідріх- Вільгельм III наказав зруйнувати мури, що оточували замок та розмістив у ньому військові казарми. У 1807—1808 роках у замку розміщувався шпиталь для солдатів наполеонівських військ. У 1840 році, після коронації прусського короля Фрідріха-Вільгельма IV, у замку відбулися бенкети на честь нового короля. Під час січневого повстання, королі Данії — спочатку Фредерік VII, а згодом — Кристіан IX — боролися за те, щоб повернути замок. Лише після докладання значних зусиль Кристіану IX вдалося повернути собі замок, але не все місто. Ця династія володіла замком до смерті Фредеріка VIII у 1912 року. Потому амбітний Кристіан Х вирішив зробити замок музеєм і втілив свій план у життя у 1930 році. Під час Другої світової війни замок не зазнав пошкоджень, незважаючи на руйнування, яких зазнало місто. У 1945 році у замку було розміщено Регіональний музей. У 1971—1988 роках було здійснено капітальний ремонт замку, після чого знову відкрито його для відвідування туристами. 

## Архітектура
Замок було закладено на штучному острові, утвореному між річкою Вєпшою та Млинським каналом. Замок було побудовано з цегли на прямокутному плані розмірами 31 х 35 м. Він мав дві брами: одну у високій, висунутій перед південно-східною куртиною, вежі з передбрам'ям, іншу, яка вела до міста — у північно-західному мурі, з подвійним проходом для піших та транспортних засобів. Забудову подвір'я утворювали: двоповерхова будівля розміром 12,5 х 15 м; кількаповерховий будинок на квадратному плані зі стороною 8 м; лицарська зала — одноповерхова будівля кінця XIV століття з чотирма прогонами, зірчастим склепінням та чотирма великими вікнами, що виходять на подвір’я; і невелика (4 х 8 м) двоповерхова будівля, що прилягає до брами, яка веде до міста. Весь комплекс оточував мур заввишки близько 15 м. З півдня до замку прилягало передзамче. З часом постав також зовнішній мур, що оточувала головний периметр замку та рів із півночі. Наприкінці XV століття до західної куртини було додано новий будинок розмірами 35 х 8 м. За часів правління Барніма XI було добудовано два поверхи до лицарської зали і південної брами, а також було споруджено новий будинок північної брами, висунутий за межі мурів. За часів Богуслава XIV у східному крилі постала надзвичайно багато оздоблена замкова каплиця. 

## Музей
У наш час відкритою для відвідування туристами є висока вежа з привабливо освітленим, дуже вузьким входом. Посеред вежі, у бічній кімнаті, знаходиться виставка птахів. У замку також є морська виставка з багатьма тематичними експозиціями, включаючи присвячені браконьєрству, військовим кораблям та життєвому циклу лосося. Окрім того, тут можна побачити антикварні меблі, інструменти для тортур, колекцію східного мистецтва (японські вази та посуд, обкладинку Корану), історичні рекламні папки міста Дарлова та старі фотографії, а також герб Поморського князівства.

## Світлини

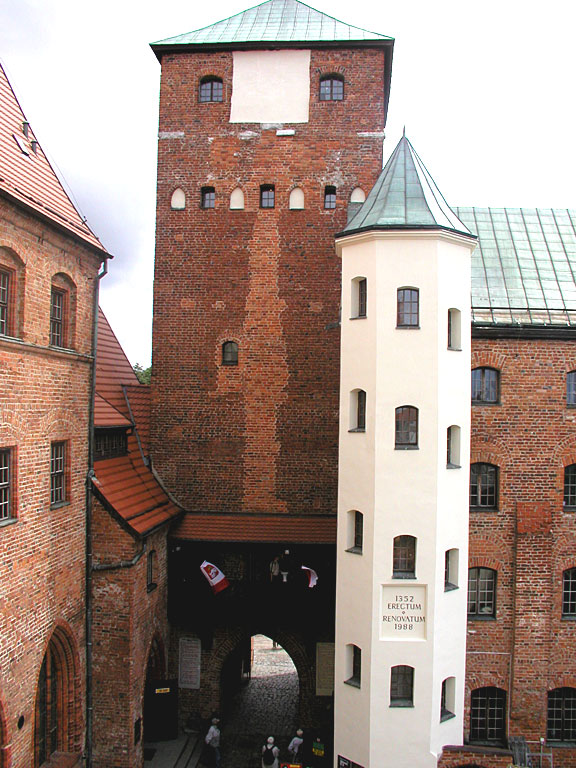
Вигляд на замкове подвір'я
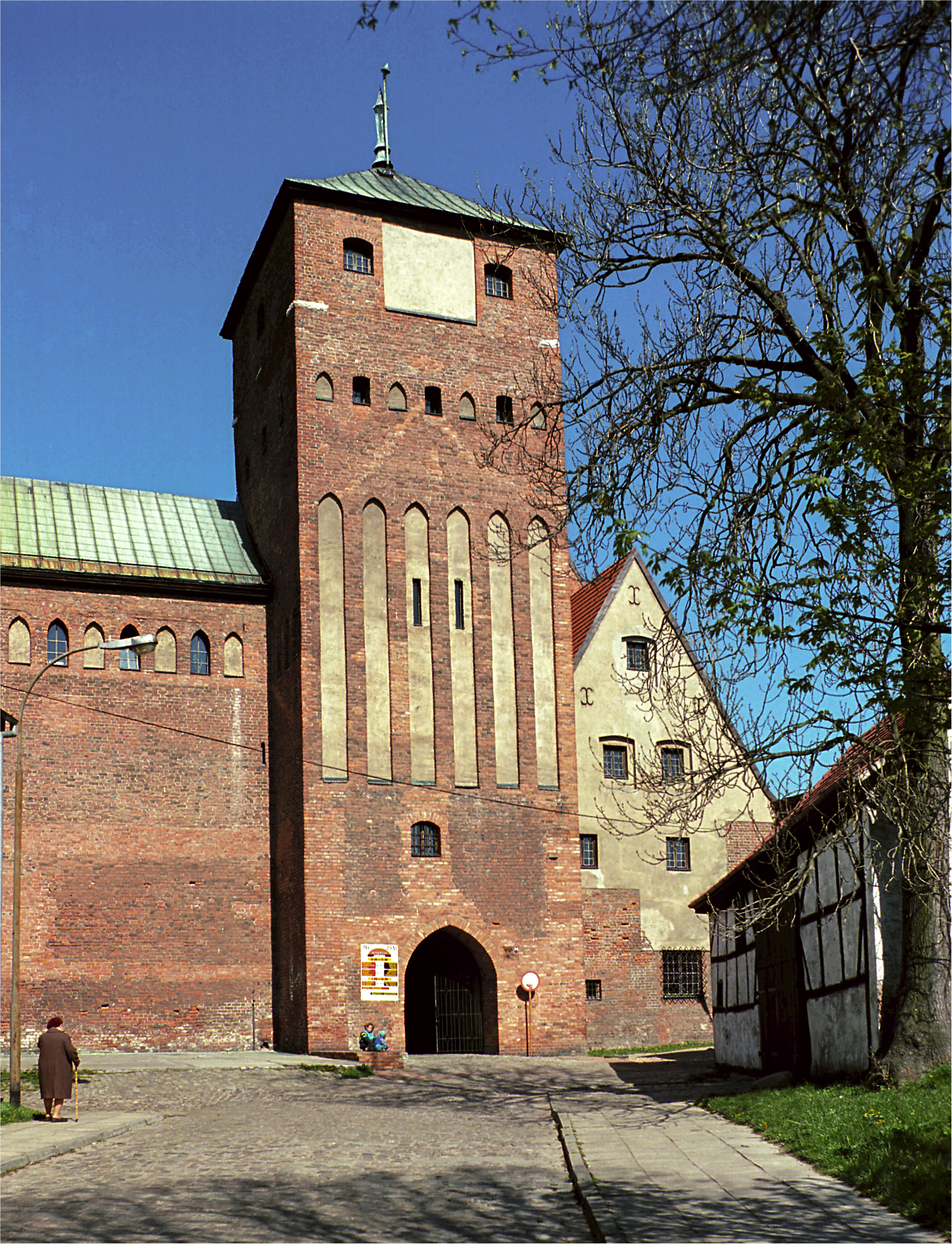
Замкова вежа
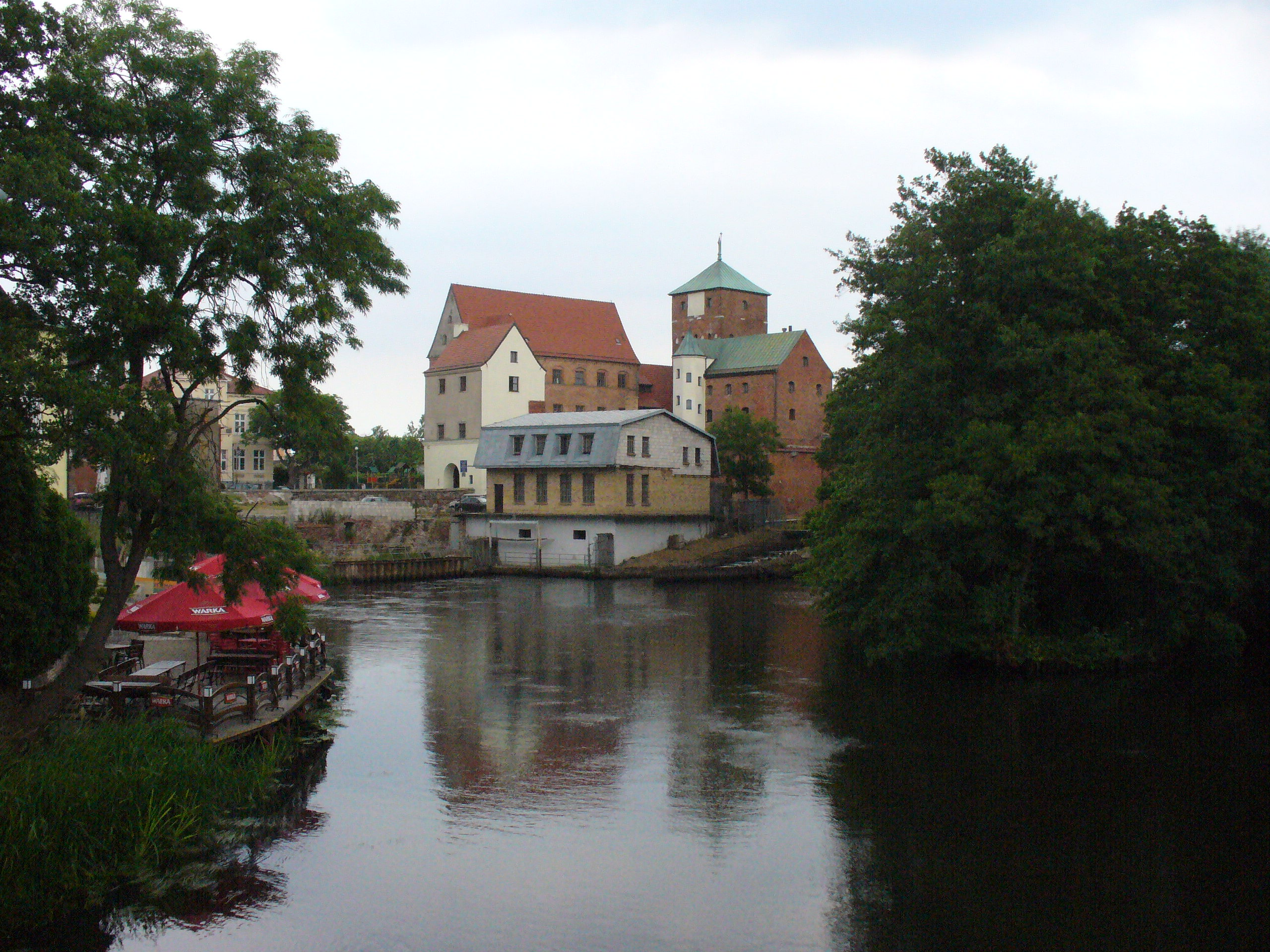
Замок зі сторони річки
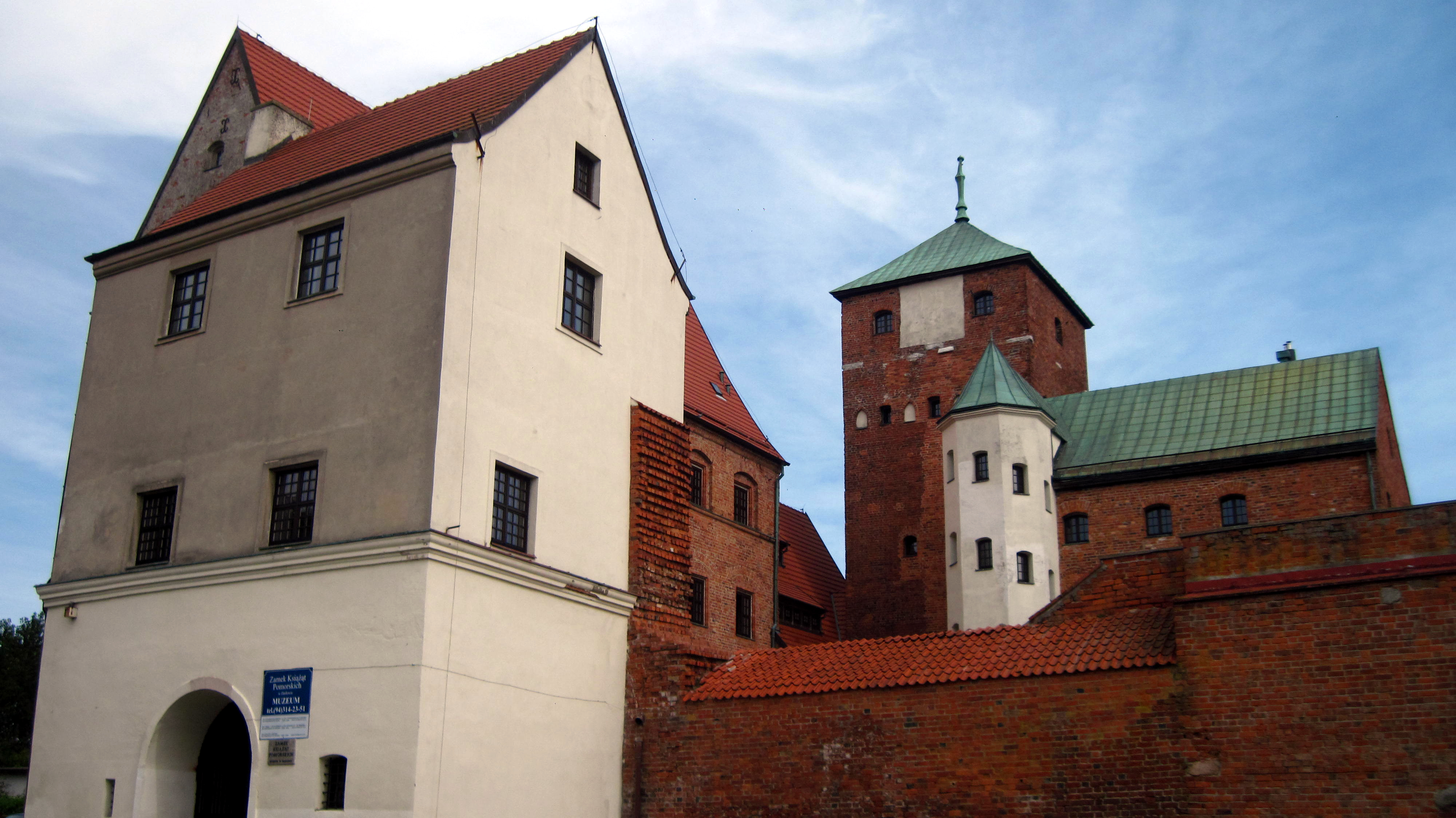
Вигляд замку